# Gosper County
Gosper County ist ein County im Bundesstaat Nebraska der Vereinigten Staaten. Der Verwaltungssitz (County Seat) ist Elwood, das nach Elwood Thomas benannt wurde, einem frühen Farmer dieser Gegend.

## Geographie
Das County liegt im Süden von Nebraska, ist im Süden etwa 40 km von Kansas entfernt und hat eine Fläche von 1198 Quadratkilometern, wovon 12 Quadratkilometer Wasserfläche sind. Es grenzt im Uhrzeigersinn an folgende Countys: Phelps County, Furnas County, Frontier County und Dawson County.

## Geschichte
Gosper County wurde 1873 gebildet. Benannt wurde es nach John J. Gosper, einem Staatssekretär von Nebraska.
Ein Bauwerk im County ist im National Register of Historic Places eingetragen (Stand 11. Februar 2018), das Gosper County Courthouse.

## Demografische Daten

Alterspyramide des Gosper Countys (Stand: 2000)

Nach der Volkszählung im Jahr 2000 lebten im Gosper County 2143 Menschen in 863 Haushalten und 655 Familien. Die Bevölkerungsdichte betrug 2 Einwohner pro Quadratkilometer. Ethnisch betrachtet setzte sich die Bevölkerung zusammen aus 98,79 Prozent Weißen, 0,14 Prozent amerikanischen Ureinwohnern, 0,23 Prozent Asiaten und 0,42 Prozent aus anderen ethnischen Gruppen; 0,42 Prozent stammten von zwei oder mehr Ethnien ab. 1,26 Prozent der Bevölkerung waren spanischer oder lateinamerikanischer Abstammung.
Von den 863 Haushalten hatten 29,9 Prozent Kinder und Jugendliche unter 18 Jahre, die bei ihnen lebten. 69,1 Prozent waren verheiratete, zusammenlebende Paare, 3,9 Prozent waren allein erziehende Mütter, 24,1 Prozent waren keine Familien, 22,8 Prozent waren Singlehaushalte und in 10,5 Prozent lebten Menschen im Alter von 65 Jahren oder darüber. Die Durchschnittshaushaltsgröße betrug 2,42 und die durchschnittliche Familiengröße lag bei 2,83 Personen.
Auf das gesamte County bezogen setzte sich die Bevölkerung zusammen aus 23,8 Prozent Einwohnern unter 18 Jahren, 5,4 Prozent zwischen 18 und 24 Jahren, 24,0 Prozent zwischen 25 und 44 Jahren, 26,0 Prozent zwischen 45 und 64 Jahren und 20,8 Prozent waren 65 Jahre alt oder darüber. Das Durchschnittsalter betrug 43 Jahre. Auf 100 weibliche Personen kamen 102,0 männliche Personen. Auf 100 Frauen im Alter von 18 Jahren oder darüber kamen statistisch 101,4 Männer.
Das jährliche Durchschnittseinkommen eines Haushalts betrug 36.827 USD, das Durchschnittseinkommen der Familien betrug 42.702 USD. Männer hatten ein Durchschnittseinkommen von 28.836 USD, Frauen 21.204 USD. Das Prokopfeinkommen betrug 17.957 USD. 4,8 Prozent der Familien und 7,9 Prozent der Bevölkerung lebten unterhalb der Armutsgrenze. Davon waren 11,1 Prozent Kinder oder Jugendliche unter 18 Jahre und 5,0 Prozent waren Menschen über 65 Jahre.

## Orte im County
- Devils Gap
- Elwood
- Smithfield